# Клавесин

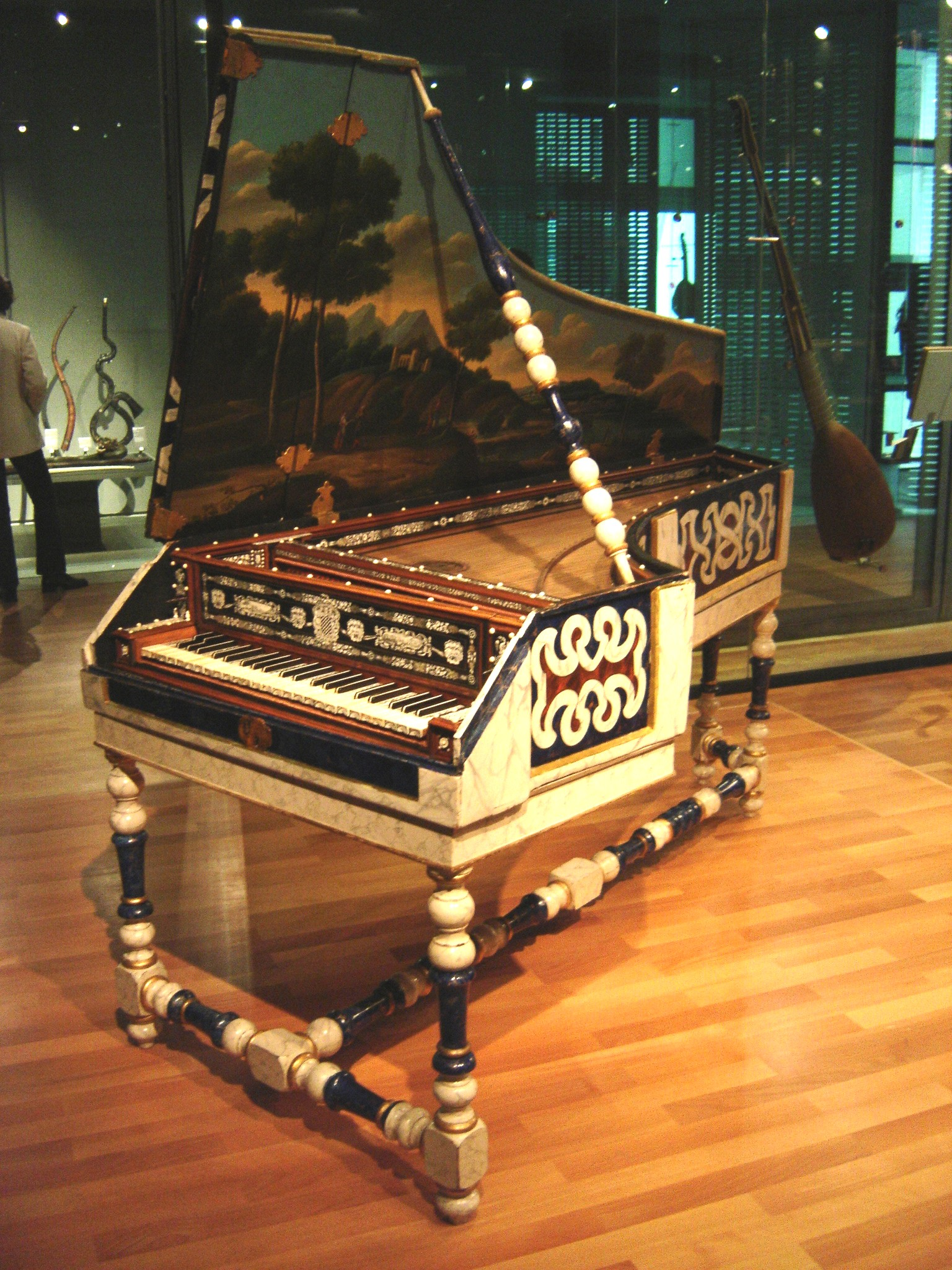
Італійський клавесин 17 ст. Майстер П'єтро Фабі (Pietro Faby) 1677, Париж, Музичний музей.

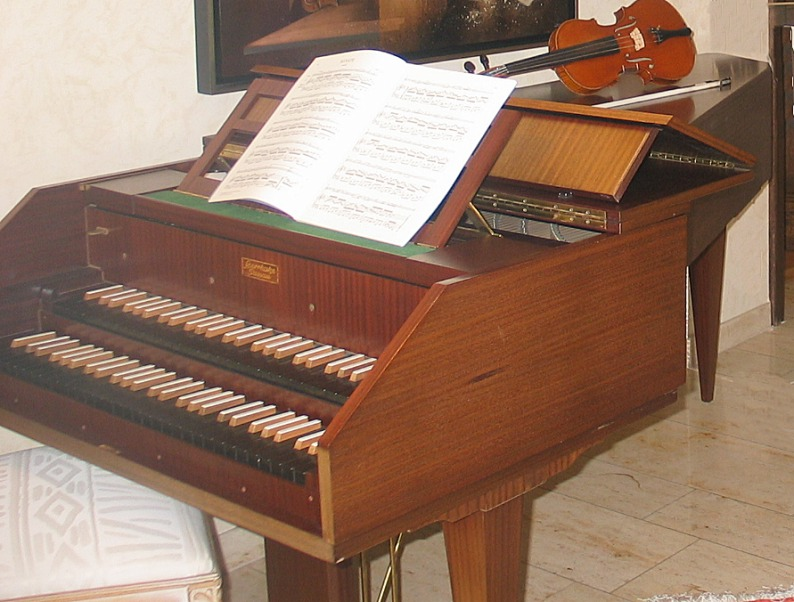
Клавесин сучасного виготовлення

Клавесин (італ. clavicembalo, фр. clavecin, нім. Cembalo, ісп. clavecín, порт. cravo) — старовинний клавішний струнно-щипковий музичний інструмент, металеві струни якого защипуються плектром з пера або шкіри. Існують клавесини двох типів: крилоподібної форми великого розміру (вертикальний або горизонтальний) і меншого розміру — квадратної, прямокутної або п'ятикутної форми. Інструменти першого типу зазвичай називають клавесином, а другого — спінетом. Вьорджінелом в Англії в XVI ст. називали обидва типи клавесина, але частіше — інструменти квадратної форми.
Клавесин, який походить від псалтерію, струни якого защипувалися пальцями, був поширений в XVI–XVIII ст. Його виготовляли з двома клавіатурами. Складніші інструменти мали два або більше набори струн (регістрів) і особливі перемикачі, які дозволяли змінювати кількість видобутих звуків шляхом одночасного включення двох або трьох наборів струн.
Поступаючись фортепіано за силою та динамікою (струни фортепіано коливаються в результаті ударів по них оббитих фільцем молоточків, а не від защипування), клавесин мав свої переваги: прозору ясність тону, ритмічну чіткість і прекрасну поєднуваність з іншими музичними інструментами та голосами, яка зробила клавесин чудовим ансамблевим інструментом. Перша хвиля відродження інтересу до клавесина припадає на кінець XIX століття — початок XX століття. Друга — після Першої світової війни (завдяки таким музикантам, як Ванда Ландовська).